# Ladybank
Ladybank est un village dans le Fife, en Écosse.